# 妙光寺 (八潮市)
妙光寺（みょうこうじ）は、埼玉県八潮市にある日蓮宗の寺院。

## 歴史
1471年（文明3年）、日正によって開山された。日正は、神奈川県鎌倉市にある妙本寺第10世住職である。東京都大田区の池上本門寺の旧末寺である。
当寺は寺宝（文化財に指定されているものも含む）が30点以上も保存されている。現在の本堂は1983年（昭和58年）に建てられたものである。

## 文化財
- 福徳3年日正筆私年号曼茶羅（八潮市指定有形文化財 昭和47年3月9日指定）[3]
- 幸田一族の墓域（八潮市指定有形文化財 昭和47年3月9日指定）[4]

## 交通アクセス
- 路線バス上馬場停留所より徒歩2分。